# 大島商船高等專門學校
大島商船高等專門學校（National Institute of Technology, Oshima College），是一所位於日本山口縣的高等專門學校。

## 沿革
創設於1897年，學校現設有3個學科，分別為商船學科、電氣機械工學科和情報工程學科。2005年又創設了專攻科，包括電子情報系統工程和海洋交通系統工程。專攻科為兩年的教育。

## 教育組織

### 本科（副學士課程）
- 商船學科
- 電氣機械工學科
- 情報工程學科

### 專攻科（學士課程）
- 電子情報系統工程專攻
- 海洋交通系統工程專攻[2]

## 外部連結
- 大島商船高等專門學校（页面存档备份，存于）